# Gabriela Balicka-Iwanowska
Gabriela Aniela Balicka-Iwanowska (ur. 16 maja 1867 w Warszawie, zm. 19 lutego 1962 w Krakowie) – polska doktor botaniki, polityk, posłanka na Sejm Ustawodawczy oraz Sejm I, II i III kadencji w II RP z ramienia Związku Ludowo-Narodowego oraz Stronnictwa Narodowego, w latach 1933-1939 przewodnicząca Narodowej Organizacji Kobiet.
Balicka mimo iż urodziła się w 1867, oficjalnie podawała rok 1871 jako datę swojego urodzenia. Katarzyna Luksa, badaczka życia Balickiej, uważa, że zmieniona data spowodowana była chęcią jak najdłuższego otrzymywania świadczeń po zmarłym w 1884 ojcu, Antonim Iwanowskim.

## Życiorys
Pochodziła z rodziny ziemiańskiej z Podlasia, była trzecią córką Antoniego, urzędnika państwowego, i Sybilli z Rosenwerthów Iwanowskich. Matka Iwanowskiej zmarła w 1874 roku, gdy Gabriela była jeszcze dzieckiem, a dziesięć lat później, w 1884 roku, zmarł również jej ojciec. Wraz z siostrami została osierocona, jednak dzięki odziedziczonemu majątkowi pozostała częścią warszawskiej elity towarzyskiej.
Szkołę średnią ukończyła w Warszawie w 1889. Następnie w latach 1889–1893 studiowała na Wydziale Przyrodniczym Uniwersytetu w Genewie. Na tej uczelni pod kierunkiem botanika Roberta Chodata uzyskała stopień naukowy doktora w 1893 na podstawie pracy Contribution a l’étude anatomique et systématique du genre Iris et des genres voisins. Od 1893 roku była członkiem Ligi Narodowej.
W latach 90. XIX wieku prowadziła badania naukowe w Monachium. W okresie pracy zagranicą prowadziła różne badania z zakresu anatomii i cytologii roślin, publikując m.in. rozprawę o rozwoju woreczka zalążkowego u zrostopłatkowych (Flora 1899). Wyniki swych badań publikowała w wydawnictwach PAU w latach 1903–1906.
Po tym okresie przeniosła się do Krakowa, gdzie w latach 1902–1906 współpracowała z Emilem Godlewskim (seniorem). W latach 1906–1911 prowadziła na Wydziale Rolniczym TKN (późniejsza SGGW) w Warszawie początkowo kursy, później wykłady z fizjologii roślin.
Podczas I wojny światowej kierowała seminarium dla nauczycielek ludowych Towarzystwa Ochrony Kobiet. W 1919 jako jedna z pierwszych posłanek zasiadła w Sejmie Ustawodawczym. Mandat poselski sprawowała w latach 1919–1935, pracowała w Komisjach Konstytucyjnej i Oświatowej.
Ostatnie lata swojego życia spędziła w Krakowie. Spoczywa na cmentarzu Rakowickim (kw. LXXII, rząd 25, grób 11).

## Życie prywatne
W 1891 roku poślubiła Zygmunta Balickiego, polskiego działacza społecznego i socjologa. Balicki zdecydował się na małżeństwo pod presją czynników zewnętrznych – ślub z Gabrielą miał zapewnić mu potrzebną stabilność finansową.